# Dutch Open 1972
Il Dutch Open 1972 è stato un torneo di tennis giocato sulla terra rossa. È stata la 15ª edizione del torneo, che fa parte del Commercial Union Assurance Grand Prix 1972. Il torneo si è giocato a Hilversum nei Paesi Bassi dal 1° al 7 agosto 1972.

## Campioni

### Singolare maschile
John Cooper ha battuto in finale  Hans Kary con il punteggio di 6–1, 3–6, 12–10, 3–6, 6–2

### Doppio maschile
- Doppio non disputato